# 29P/Швассмана — Вахмана 1
Комета Швассмана — Вахмана 1 (постійне позначення 29P) — незвичайна комета сімейства Юпітера, що періодично спалахує. Комету відкрито 1927 року фотографічно, під час спалаху, коли її видима зоряна величина становила приблизно 13m. 1931 року було знайдено її більш ранні зображення, датовані 4 березня 1902 р. На них комета мала 12m.
Комета є незвичайною тим, що маючи зазвичай зоряну величину 16m, вона раптово спалахує на 1–4 величини; це трапляється з частотою 7,3 спалаху на рік. Вважається, що комета є членом відносно нового класу об'єктів під назвою «кентаври».
Ядро комети має діаметр близько 30,8 кілометра.